# Султакай (село)
Султакай — село в Александровском районе Оренбургской области России. Административный центр Султакаевского сельсовета.

## География
Село находится на расстоянии 12 км к северо-западу от села Александровка, административного центра района.

### Часовой пояс
Село Султакай, как и вся Оренбургская область, находится в часовой зоне МСК+2. Смещение применяемого времени относительно UTC составляет +5:00.

## Население
| 2010 |
| ---- |
| 393  |